# Castillo de Villar de Leche
El castillo de Villar de Leche o castillo de Valdemedina es una fortificación de la Edad Media situada en Villar de Leche, en el municipio salmantino de Endrinal, en España.

## Historia
El castillo de Villar de Leche o de Valdemedina fue construido en la Alta Edad Media, si bien en el emplazamiento en el que se asienta se han llegado a encontrar restos romanos y visigodos. No obstante, en lo que concierne a la fortaleza propiamente dicha, se trata de un castillo construido en el siglo VIII por el Emirato de Córdoba, que fue tomado en el siglo X por el rey Ramiro II de León, acometiendo los sucesivos monarcas leoneses diversas reformas en dicho castillo hasta el siglo XIII, reformas a las que debe su imagen actual. Por otro lado, cabe señalar que desde el siglo X formó parte del entramado defensivo del Reino de León en su avance hacia el sur en la Reconquista, así como en la defensa de las posiciones de dicho reino en el entorno del río Alagón y la sierra de las Quilamas.

## Arquitectura
Ubicado en un altozano contiguo al cauce del río Alagón, del castillo solo se conserva parte de la torre del homenaje, de la que permanece en pie la parte inferior de la misma con todo su perímetro, de forma cuadrangular. Se accede al torreón del castillo mediante un arco ojival o apuntado que aún se conserva en buenas condiciones. Los muros perimetrales de edificio se mantienen en pie, aunque no queda nada de su cubierta.

## Estado actual
Se encuentra en estado de abandono y ruina progresiva, con gran parte de la estructura ya derruida y con riesgo de sufrir nuevos derrumbes en la parte del castillo que se conserva, especialmente en su parte más alta. Además, su interior está lleno de maleza. Dado su estado de abandono, forma parte de la Lista Roja del Patrimonio.